# Списак природних добара Републике Српске
Заштићена природна добра у Републици Српској, према Закону о заштити природе, чине: заштићена подручја, заштићене врсте и заштићени минерали и фосили.
Република Српска има 26 заштићених подручја и површина под заштитом износи 32.106,80 хектара, што је процентуални удио од 1,3% територије Републике Српске. Заштићена су: два резервата природе (категорија Iа), три национална парка ( категорија II), 14 споменика природе (категорија III), два заштићена станишта (категорија IV), два парка природе (категорија V) и три подручја са одрживим коришћењем природних ресурса (категорија VI). Законом о заштити природе прописано је 7 категорија заштићених подручја усклађених са категоризацијом IUCN.
Строго заштићене и заштићене дивље врсте, утврђене су Уредбом о строго заштићеним и заштићеним дивљим врстама („Службени гласник РС“ бр. 65/20). Овом Уредбом, заштићено је укупно 1438 врста биљака, животиња и гљива. На прилогу 1 којом су издвојене строго заштићене врсте налази се 730 врста, од чега су 294 биљне врсте, 7 врста гљива, 1 врста пијавице, 4 врсте пужева, 4 врста ракова, 13 врста инсеката, 31 врста риба, 9 врста водоземаца, 10 врста гмизаваца, 314 врста птица и 43 врсте сисара. На прилогу 2 Уредбе налази се 708 заштићених врста од чега је 603 биљних врста, 11 врста гљива, 1 пуж, 5 инсеката, 20 врста риба, 4 врсте водоземца, 10 врста гмизаваца, 30 врста птица и 24 врсте сисара.
Република Српска још увијек нема ниједан заштићен минерал и фосил.
| Попис заштићених подручја до октобра 2019. године | Попис заштићених подручја до октобра 2019. године | Попис заштићених подручја до октобра 2019. године  | Попис заштићених подручја до октобра 2019. године | Попис заштићених подручја до октобра 2019. године | Попис заштићених подручја до октобра 2019. године | Попис заштићених подручја до октобра 2019. године            | Попис заштићених подручја до октобра 2019. године | Попис заштићених подручја до октобра 2019. године | Попис заштићених подручја до октобра 2019. године                                                      |
| ------------------------------------------------- | ------------------------------------------------- | -------------------------------------------------- | ------------------------------------------------- | ------------------------------------------------- | ------------------------------------------------- | ------------------------------------------------------------ | ------------------------------------------------- | ------------------------------------------------- | --- |
| БД                                                | Фотографија                                       | Назив и категорија                                 | Категорија IUCN                                   | Површина (ха)                                     | Општина (град)                                    | Управљач                                                     | Врста заштите                                     | Координате                                        | Акт о заштити                                                                                          |
| 103А                                              |                                                   | Строги природни резерват Прашума Јањ               | Iа                                                | 295                                               | Шипово                                            | ШГ Горица                                                    | Трајна заштита                                    | 44.270416, 17.096701                              | Одлука о заштити Строгог природног резервата Прашума Јањ (СГ РС бр. 123/12)                            |
| 104А                                              | н/а                                               | Строги природни резерват Прашума Лом               | Iа                                                | 297,82                                            | Петровац и Источни Дрвар                          | ШГ Оштрељ- Дринић                                            | Трајна заштита                                    | 44.458555, 16.455428                              | Одлука о заштити Строгог природног резервата Прашума Лом (СГ РС бр. 39/13)                             |
| 201                                               |                                                   | Национални парк Сутјеска                           | II                                                | 16.052,34                                         | Фоча, Гацко, Калиновик                            | ЈУ „НП Сутјескаʺ                                             | Трајна заштита                                    | 43.337415, 18.684311                              | Закон о Националном парку Сутјеска (СГ РС бр. 121/12)                                                  |
| 202                                               |                                                   | Национални парк Козара                             | II                                                | 3.907,54                                          | Приједор, Градишка, Коз. Дубица                   | ЈУ „НП Козараʺ                                               | Трајна заштита                                    | 45.008333, 16.891667                              | Закон о Националном парку Козара (СГ РС бр. 121/12)                                                    |
| 203                                               |                                                   | Национални парк Дрина                              | II                                                | 6.315,32                                          | Сребреница                                        | ЈУ „НП Дрина“                                                | Трајна заштита                                    | 44.001163, 19.303707                              | Закон о Националном парку Дрина (СГ РС бр. 63/17)                                                      |
| 301                                               | н/а                                               | Споменик природе Пећина Љубачево                   | III                                               | 45,45                                             | Бања Лука                                         | Град Бања Лука                                               | Трајна заштита                                    | 44.681281, 17.206006                              | Одлука о заштити Споменика природе пећина Љубачево (СГ РС бр. 36/08 )                                  |
| 302                                               |                                                   | Споменик природе Пећина Орловача                   | III                                               | 27,01                                             | Пале                                              | Културни центар Пале                                         | Трајна заштита                                    | 43.883262, 18.584270                              | Одлука о заштити Споменика природе пећина Орловача (СГ РС бр. 117/11 )                                 |
| 303                                               |                                                   | Споменик природе Жута буква                        | III                                               | 0,5                                               | Котор Варош                                       | Еко-етно село Жута буква                                     | Трајна заштита                                    | 44.585559, 17.291770                              | Одлука о заштити Споменика природе Жута буква (СГ РС бр. 30/12)                                        |
| 304                                               |                                                   | Споменик природе Пећина Растуша                    | III                                               | 11,39                                             | Теслић                                            | Општина Теслић                                               | Трајна заштита                                    | 44.698791, 17.786519                              | Одлука о заштити Споменика природе пећина Растуша (СГ РС бр. 87/12)                                    |
| 305                                               | н/а                                               | Споменик природе Јама Ледана                       | III                                               | 28,26                                             | Рибник                                            | Општина Рибник                                               | Трајна заштита                                    | 44.504520, 16.779635                              | Одлука о заштити Споменика природе јама Ледана (СГ РС бр. 93/12)                                       |
| 306                                               | н/а                                               | Споменик природе Ваганска пећина                   | III                                               | 12                                                | Шипово                                            | Општина Шипово                                               | Трајна заштита                                    | 44.204879, 17.247505                              | Одлука о заштити Споменика природе Ваганска пећина (СГ РС бр. 21/13)                                   |
| 307                                               | н/а                                               | Споменик природе Пећина Ђатло                      | III                                               | 43,42                                             | Билећа, Гацко                                     | Општина Билећа и општина Гацко                               | Трајна заштита                                    | 43.305946, 18.383677                              | Одлука о заштити Споменика природе Пећина Ђатло (СГ РС бр. 35/13)                                      |
| 308                                               |                                                   | Споменик природе Павлова пећина                    | III                                               | 13,4                                              | Требиње                                           | Град Требиње                                                 | Трајна заштита                                    | 42.711189, 18.342308                              | Одлука о заштити Споменика природе Павлова пећина (СГ РС бр. 50/13)                                    |
| 309                                               | н/а                                               | Споменик природе Гирска пећина                     | III                                               |                                                   | Соколац                                           | Општина Соколац                                              | Трајна заштита                                    |                                                   | Одлука о заштити Споменика природе Пећина под липом (Сл. новине Града И. Сарајево бр. 12/15)           |
| 310                                               |                                                   | Споменик природе Пећина под липом                  | III                                               | 6,1                                               | Соколац                                           | Општина Соколац                                              | Трајна заштита                                    | 44.001761, 18.736881                              | Одлука о заштити Споменика природе Пећина под липом (Сл. новине Града И. Сарајево бр. 12/15)           |
| 311                                               | н/а                                               | Споменик природе Пећина Ледењача                   | III                                               | 19,2                                              | Фоча                                              | Општина Фоча                                                 | Трајна заштита                                    | 43.517084, 18.651352                              | Одлука о заштити Споменика природе Пећина Ледењача (СГ Општине Фоча бр. 7/15)                          |
| 312                                               | н/а                                               | Споменик природе Велика пећина                     | III                                               | 820,9                                             | Билећа                                            | Општина Билећа                                               | Трајна заштита                                    | 43.004002, 18.304381                              | - |
| 313                                               | н/а                                               | Споменик природе Пећина Кук                        | III                                               |                                                   | Калиновик                                         |                                                              | Трајна заштита                                    | 43.501203, 18.455722                              | |
| 314                                               | н/а                                               | Споменик природе Лијевчански кнез                  | III                                               |                                                   | Градишка                                          |                                                              | Трајна заштита                                    |                                                   | |
| 401                                               | н/а                                               | Заштићено станиште Громижељ                        | IV                                                | 831,33                                            | Бијељина                                          | Удр. грађана Громижељ                                        | Трајна заштита                                    | 44.885239, 19.344070                              | Одлука о проглашењу Заштићеног станишта Громижељ (СГ РС бр. 19/18)                                     |
| 402                                               | н/а                                               | Заштићено станиште Тишина                          | IV                                                |                                                   | Шамац                                             | Општина Шамац                                                | Трајна заштита                                    | 45.044075, 18.479347                              | Одлука о проглашењу Заштићеног станишта Тишина (СГ РС бр. 83/19)                                       |
| 501                                               |                                                   | Парк природе Уна                                   | V                                                 |                                                   | Крупа на Уни, Кор. Дубица, Костајница, Нови Град  |                                                              | Трајна заштита                                    | 44.555546, 16.108939                              | |
| 502                                               | н/а                                               | Парк природе Цицељ                                 | V                                                 |                                                   | Чајниче                                           |                                                              | Трајна заштита                                    |                                                   | |
| 601                                               | н/а                                               | Споменик парковске архитектуре Универзитетски град | VI                                                | 27,38                                             | Бања Лука                                         | Институт за генетичке ресурсе                                | Трајна заштита                                    | 44.452834, 16.970175                              | Одлука о проглашењу Споменика парковске архитектуре Универзитетски град (СГ Града Бања Лука бр. 39/16) |
| 602                                               | н/а                                               | Парк шума Слатина                                  | VI                                                | 35,73                                             | Лакташи                                           | Завод за физикалну медицину и рехабилитацију „Др М. Зотовић“ | Трајна заштита                                    | 44.827198, 17.297944                              | Рјешење о заштити парк-шуме Слатина(СГ РС бр. 67/16)                                                   |
| 603                                               | н/а                                               | Парк шума Јелића брдо                              | VI                                                | 2,96                                              | Лакташи                                           | Општина Лакташи                                              | Трајна заштита                                    |                                                   | |

Мочварни комплекс Бардача заштићен je 2007. године на међународном нивоу као рамсарско подручје бр. 1658, на основу Рамсарске конвенције. Површина подручја износи 3500 хектара и налази се на територији општине Србац.
| Списак подручја планираних за успостављање заштите у планском периоду по IUCN класификацији | Списак подручја планираних за успостављање заштите у планском периоду по IUCN класификацији | Списак подручја планираних за успостављање заштите у планском периоду по IUCN класификацији  | Списак подручја планираних за успостављање заштите у планском периоду по IUCN класификацији | Списак подручја планираних за успостављање заштите у планском периоду по IUCN класификацији | Списак подручја планираних за успостављање заштите у планском периоду по IUCN класификацији |
| ------------------------------------------------------------------------------------------- | ------------------------------------------------------------------------------------------- | -------------------------------------------------------------------------------------------- | ------------------------------------------------------------------------------------------- | ------------------------------------------------------------------------------------------- | ------------------------------------------------------------------------------------------- |
| ИД                                                                                          | Фотографија                                                                                 | Назив                                                                                        | Категорија                                                                                  | Општина                                                                                     | Координате                                                                                  |
| Заштићено природно подручје                                                                 |                                                                                             |                                                                                              |                                                                                             |                                                                                             |                                                                                             |
| Посебни резерват природе                                                                    |                                                                                             |                                                                                              |                                                                                             |                                                                                             |                                                                                             |
| PPRP001                                                                                     | н/а                                                                                         | Посебни резерват природе Кањон Цврцке                                                        | Iб                                                                                          | Кнежево, Котор Варош                                                                        | 44.542165, 17.386248                                                                        |
| PPRP002                                                                                     | н/а                                                                                         | Посебни резерват природе Буков До                                                            | Iб                                                                                          | Љубиње                                                                                      | 42.946567 18.170440                                                                         |
| PPRP003                                                                                     | н/а                                                                                         | Посебни резерват природе- орнитолошки Саничани                                               | Iб                                                                                          | Приједор                                                                                    | 44.926263, 16.794216                                                                        |
| PPRP004                                                                                     | н/а                                                                                         | Посебни (геолошки) резерват природе Говјештица, Бања Стијена и Кањон Праче                   | Iб                                                                                          | Рогатица и Пале                                                                             | 43.770753, 18.895998                                                                        |
| PPRP005                                                                                     | н/а                                                                                         | Посебни резерват природе Бокшаница                                                           | Iб                                                                                          | Рогатица                                                                                    | 43.935751, 19.112338                                                                        |
| Национални парк                                                                             |                                                                                             |                                                                                              |                                                                                             |                                                                                             |                                                                                             |
| PNP001                                                                                      | н/а                                                                                         | Национални парк Проширење НП Дрина                                                           | II                                                                                          | Рогатица                                                                                    | 43.689536, 19.087492                                                                        |
| PNP002                                                                                      | н/а                                                                                         | Национални парк Орјен                                                                        | II                                                                                          | Требиње                                                                                     | 42.598205, 18.537153                                                                        |
| PNP003                                                                                      | н/а                                                                                         | Национални парк Кањон Таре и Љубишња                                                         | II                                                                                          | Фоча                                                                                        | 43.283908, 19.012059                                                                        |
| PNP004                                                                                      | н/а                                                                                         | Национални парк Виторог                                                                      | II                                                                                          | Шипово                                                                                      | 44.143377, 17.039738                                                                        |
| PNP005                                                                                      | н/а                                                                                         | Национални парк Озрен                                                                        | II                                                                                          | Добој, Петрово                                                                              | 44.620119, 18.251960                                                                        |
| Споменик природе                                                                            |                                                                                             |                                                                                              |                                                                                             |                                                                                             |                                                                                             |
| PSP001                                                                                      | н/а                                                                                         | Споменик природе Брекињевац — Просјенчени камен                                              | III                                                                                         | Теслић                                                                                      | 44.672326, 17.628202                                                                        |
| PSP002                                                                                      | н/а                                                                                         | Споменик природе Новаково Брдо                                                               | III                                                                                         | Теслић                                                                                      | 44.652773, 17.568096                                                                        |
| PSP003                                                                                      | н/а                                                                                         | Споменик природе Кањон ријеке Дубоке — водопад Скакавац                                      | III                                                                                         | Котор Варош                                                                                 | 43.948977, 18.459675                                                                        |
| PSP003                                                                                      | н/а                                                                                         | Споменик природе Извор ријеке Сане                                                           | III                                                                                         | Мркоњић град и Рибник                                                                       | 44.307599, 16.888074                                                                        |
| PSP004                                                                                      | н/а                                                                                         | Споменик природе Пећина Мишарица                                                             | III                                                                                         | Бања Лука                                                                                   | 44.736561, 17.274682                                                                        |
| PSP005                                                                                      | н/а                                                                                         | Споменик природе Пећина Бања Стијена                                                         | III                                                                                         | Рогатица                                                                                    | 43.714899, 19.066394                                                                        |
| Подручје управљања стаништем                                                                |                                                                                             |                                                                                              |                                                                                             |                                                                                             |                                                                                             |
| PUP001                                                                                      | н/а                                                                                         | Подручје управљања стаништем Ријека Драгочај                                                 | IV                                                                                          | Бања Лука                                                                                   | 44.853926, 17.160587                                                                        |
| PUP002                                                                                      | н/а                                                                                         | Подручје управљања стаништем Водоток и приобаље ријеке Врбас у градском подручју             | IV                                                                                          | Бања Лука                                                                                   | 44.782722, 17.223748                                                                        |
| PUP003                                                                                      | н/а                                                                                         | Подручје управљања стаништем Дабарско поље                                                   | IV                                                                                          | Берковићи, Билећа                                                                           | 43.052421, 18.228722                                                                        |
| PUP004                                                                                      | н/а                                                                                         | Подручје управљања стаништем Брегава                                                         | IV                                                                                          | Берковићи                                                                                   | 43.076124, 18.028205                                                                        |
| PUP005                                                                                      | н/а                                                                                         | Подручје управљања стаништем Рача — Бијељина                                                 | IV                                                                                          | Бијељина                                                                                    | 44.907872, 19.297893                                                                        |
| PUP006                                                                                      | н/а                                                                                         | Подручје управљања стаништем Шуме Сладуна                                                    | IV                                                                                          | Бијељина                                                                                    | 44.649861, 19.136008                                                                        |
| PUP007                                                                                      | н/а                                                                                         | Подручје управљања стаништем Фатничко поље                                                   | IV                                                                                          | Билећа                                                                                      | 43.027127, 18.316376                                                                        |
| PUP008                                                                                      | н/а                                                                                         | Подручје управљања стаништем Кестенове шуме                                                  | IV                                                                                          | Братунац                                                                                    |                                                                                             |
| PUP009                                                                                      | н/а                                                                                         | Подручје управљања стаништем Лијешће                                                         | IV                                                                                          | Брод                                                                                        | 43.990406, 19.551680                                                                        |
| PUP010                                                                                      | н/а                                                                                         | Подручје управљања стаништем Патковача                                                       | IV                                                                                          | Брод                                                                                        | 44.733587, 19.233938                                                                        |
| PUP011                                                                                      | н/а                                                                                         | Подручје управљања стаништем Гостиље Брдо                                                    | IV                                                                                          | Вишеград                                                                                    | 43.856173, 19.331879                                                                        |
| PUP012                                                                                      | н/а                                                                                         | Подручје управљања стаништем Панчићева оморика — Столовлаш                                   | IV                                                                                          | Вишеград                                                                                    |                                                                                             |
| PUP013                                                                                      | н/а                                                                                         | Подручје управљања стаништем Панчићева оморика — Велики Столац (Б. Столац, Божуревац, Штуле) | IV                                                                                          | Вишеград                                                                                    | 43.786550, 19.406262                                                                        |
| PUP014                                                                                      | н/а                                                                                         | Подручје управљања стаништем Панчићева оморика — Тисовљак                                    | IV                                                                                          | Власеница                                                                                   | 44.070908, 19.094387                                                                        |
| PUP015                                                                                      | н/а                                                                                         | Подручје управљања стаништем Гатачко поље — дио                                              | IV                                                                                          | Гацко                                                                                       | 43.134933, 18.559327                                                                        |
| PUP016                                                                                      | н/а                                                                                         | Подручје управљања стаништем Горњи ток Неретве                                               | IV                                                                                          | Гацко                                                                                       | 43.470161, 18.326640                                                                        |
| PUP017                                                                                      | н/а                                                                                         | Подручје управљања стаништем Старача                                                         | IV                                                                                          | Дервента                                                                                    | 44.905675, 17.316180                                                                        |
| PUP018                                                                                      | н/а                                                                                         | Подручје управљања стаништем Лончари                                                         | IV                                                                                          | Доњи Жабар                                                                                  | 44.940952, 18.684096                                                                        |
| PUP019                                                                                      | н/а                                                                                         | Подручје управљања стаништем Природно плодиште пастрмке Улог                                 | IV                                                                                          | Калиновик                                                                                   | 43.498324, 18.454864                                                                        |
| PUP020                                                                                      | н/а                                                                                         | Подручје управљања стаништем Кестенове шуме                                                  | IV                                                                                          | Костајница                                                                                  | 45.217652, 16.560862                                                                        |
| PUP021                                                                                      | н/а                                                                                         | Подручје управљања стаништем Панчићева оморика-Тисовљак                                      | IV                                                                                          | Милићи                                                                                      |                                                                                             |
| PUP022                                                                                      | н/а                                                                                         | Подручје управљања стаништем Подрашничко поље                                                | IV                                                                                          | Мркоњић Град                                                                                | 44.452834, 16.970175                                                                        |
| PUP023                                                                                      | н/а                                                                                         | Подручје управљања стаништем Рокин до                                                        | IV                                                                                          | Рибник                                                                                      | 44.299892, 16.832889                                                                        |
| PUP024                                                                                      | н/а                                                                                         | Подручје управљања стаништем Брлошка планина — Пањак                                         | IV                                                                                          | Рогатица                                                                                    | 44.024118, 19.131092                                                                        |
| PUP025                                                                                      | н/а                                                                                         | Подручје управљања стаништем Плиштина — Игришник                                             | IV                                                                                          | Сребереница                                                                                 | 43.971522, 19.227676                                                                        |
| PUP026                                                                                      | н/а                                                                                         | Подручје управљања стаништем Стругови — Лука                                                 | IV                                                                                          | Сребереница                                                                                 | 43.974240, 19.230422                                                                        |
| PUP027                                                                                      | н/а                                                                                         | Подручје управљања стаништем Састојина тисе — Угодновићи                                     | IV                                                                                          | Теслић                                                                                      | 44.481887, 17.702322                                                                        |
| PUP028                                                                                      | н/а                                                                                         | Подручје управљања стаништем Састојина ораха — Јотановићи                                    | IV                                                                                          | Теслић                                                                                      | 44.599933, 17.605505                                                                        |
| PUP029                                                                                      | н/а                                                                                         | Подручје управљања стаништем Састојина божиковине — Тремушњача                               | IV                                                                                          | Теслић                                                                                      | 44.596655, 17.597183                                                                        |
| PUP030                                                                                      | н/а                                                                                         | Подручје управљања стаништем Цјепава                                                         | IV                                                                                          | Теслић                                                                                      | 44.701120, 17.727014                                                                        |
| PUP031                                                                                      | н/а                                                                                         | Подручје управљања стаништем Луке — природно мријестилиште пастрмке                          | IV                                                                                          | Теслић                                                                                      |                                                                                             |
| PUP032                                                                                      | н/а                                                                                         | Подручје управљања стаништем Панчић оморика- планина Радомишља — Соколина                    | IV                                                                                          | Фоча                                                                                        | 44.705137, 17.804894                                                                        |
| PUP033                                                                                      | н/а                                                                                         | Подручје управљања стаништем Тресетиште са маљовом брезом — Хан Крам                         | IV                                                                                          | Хан Пијесак                                                                                 | 44.033642, 18.914812                                                                        |
| PUP034                                                                                      | н/а                                                                                         | Подручје управљања стаништем Панчићева оморика — Вијогор, Шахдани                            | IV                                                                                          | Чајниче                                                                                     |                                                                                             |
| PUP035                                                                                      | н/а                                                                                         | Подручје управљања стаништем                                                                 | IV                                                                                          | Челинац                                                                                     |                                                                                             |
| PUP036                                                                                      | н/а                                                                                         | Подручје управљања стаништем Укрина                                                          | IV                                                                                          | Дервента, Прњавор                                                                           | 44.785164, 17.745641                                                                        |
| PUP037                                                                                      | н/а                                                                                         | Подручје управљања стаништем Клокотница                                                      | IV                                                                                          | Добој, Петрово                                                                              | 44.733015, 18.185516                                                                        |
| PUP038                                                                                      | н/а                                                                                         | Подручје управљања стаништем Горњи ток ријеке Зелени Јадар                                   | IV                                                                                          | Сребреница                                                                                  | 44.160157, 19.222562                                                                        |
| PUP039                                                                                      | н/а                                                                                         | Подручје управљања стаништем Попово Поље                                                     | IV                                                                                          | Требиње                                                                                     | 42.827948, 18.077831                                                                        |
| PUP040                                                                                      | н/а                                                                                         | Подручје управљања стаништем Врело Вруљак                                                    | IV                                                                                          | Требиње                                                                                     | 42.699716, 18.371952                                                                        |
| Заштићени предио                                                                            |                                                                                             |                                                                                              |                                                                                             |                                                                                             |                                                                                             |
| Заштићени природни предио                                                                   |                                                                                             |                                                                                              |                                                                                             |                                                                                             |                                                                                             |
| PZPP001                                                                                     | н/а                                                                                         | Заштићени природни предио Врбас — Тијесно                                                    | V                                                                                           | Бања Лука                                                                                   | 44.687234, 17.196350                                                                        |
| PZPP002                                                                                     | н/а                                                                                         | Заштићени природни предио Подручје ријеке Дрине са Зворничким језером                        | V                                                                                           | Зворник                                                                                     | 44.150844, 19.253375                                                                        |
| PZPP003                                                                                     | н/а                                                                                         | Заштићени природни предио Кањонски дио ријеке Зелени Јадар                                   | V                                                                                           | Сребреница                                                                                  | 44.092572, 19.228999                                                                        |
| PZPP004                                                                                     | н/а                                                                                         | Заштићени природни предио Црвањско, Улошко језеро са околином                                | V                                                                                           | Калиновик                                                                                   | 43.404044, 18.247196                                                                        |
| PZPP005                                                                                     | н/а                                                                                         | Заштићени природни предио Влашић — Иломска клисура — Модро поље                              | V                                                                                           | Кнежево                                                                                     | 44.371946, 17.522265                                                                        |
| PZPP006                                                                                     | н/а                                                                                         | Заштићени природни предио Ријечица Кремница                                                  | V                                                                                           | Прњавор                                                                                     | 44.806386, 17.686762                                                                        |
| PZPP007                                                                                     | н/а                                                                                         | Заштићени природни предио Пискуша                                                            | V                                                                                           | Рибник                                                                                      | 44.467119, 16.820959                                                                        |
| PZPP8                                                                                       | н/а                                                                                         | Заштићени природни предио Кањон Биоштице — извор и пећина                                    | V                                                                                           | Соколац                                                                                     | 44.037777, 18.718420                                                                        |
| PZPP009                                                                                     | н/а                                                                                         | Заштићени природни предио Усора — горњи ток                                                  | V                                                                                           | Теслић                                                                                      | 44.697014, 18.032192                                                                        |
| PZPP010                                                                                     | н/а                                                                                         | Заштићени природни предио Гаврићи                                                            | V                                                                                           | Теслић                                                                                      | 44.549591, 17.905704                                                                        |
| PZPP011                                                                                     | н/а                                                                                         | Заштићени природни предио Цицељ                                                              | V                                                                                           | Чајниче                                                                                     | 43.632214, 19.045239                                                                        |
| PZPP012                                                                                     | н/а                                                                                         | Заштићени природни предио Кањон Угар — Врбас — Црна Ријека                                   | V                                                                                           | Бања Лука, Кнежево, Мркоњић Град                                                            | 44.500567, 17.155216                                                                        |
| PZPP013                                                                                     | н/а                                                                                         | Заштићени природни предио Клисура Врбаса                                                     | V                                                                                           | Бања Лука, Мркоњић Град                                                                     | 44.462508, 17.200427                                                                        |
| PZPP014                                                                                     | н/а                                                                                         | Заштићени природни предио Касиндолска ријека                                                 | V                                                                                           | И. Ново Сарајево, И.Илиџа, Трново                                                           | 43.771254, 18.442599                                                                        |
| PZPP015                                                                                     | н/а                                                                                         | Заштићени природни предио Требевић — кањон Миљацке                                           | V                                                                                           | И. Н. Сарајево, И. Стари Град, Пале,Трново                                                  | 43.826830, 18.502487                                                                        |
| PZPP016                                                                                     | н/а                                                                                         | Заштићени природни предио Плива, Јањ са резерватом Јањске отоке                              | V                                                                                           | Шипово, Језеро, Купрес                                                                      | 44.268814, 17.099619                                                                        |
| Паркови природе                                                                             |                                                                                             |                                                                                              |                                                                                             |                                                                                             |                                                                                             |
| PPP001                                                                                      | н/а                                                                                         | Парк природе Билећко језеро са околином                                                      | V                                                                                           | Билећа                                                                                      | 42.832399, 18.437960                                                                        |
| PPP002                                                                                      | н/а                                                                                         | Парк природе Видуша                                                                          | V                                                                                           | Билећа, Љубиње и Требиње                                                                    | 43.089101, 18.154081                                                                        |
| PPP003                                                                                      | н/а                                                                                         | Парк природе Бања Дворови са околином                                                        | V                                                                                           | Бијељина                                                                                    | 44.805459, 19.263024                                                                        |
| PPP004                                                                                      | н/а                                                                                         | Парк природе Добрун — Рзав                                                                   | V                                                                                           | Вишеград                                                                                    | 43.754415, 19.399602                                                                        |
| PPP005                                                                                      | н/а                                                                                         | Парк природе Шумски комплекс око вишеградске бање                                            | V                                                                                           | Вишеград                                                                                    | 43.822307, 19.313809                                                                        |
| PPP006                                                                                      | н/а                                                                                         | Парк природе Ружина вода                                                                     | V                                                                                           | Власеница                                                                                   | 44.144679, 18.950515                                                                        |
| PPP007                                                                                      | н/а                                                                                         | Парк природе Језеро Клиње — Мушница                                                          | V                                                                                           | Гацко                                                                                       | 43.173977, 18.487194                                                                        |
| PPP008                                                                                      | н/а                                                                                         | Парк природе Просара                                                                         | V                                                                                           | Градишка                                                                                    | 45.162380, 16.985556                                                                        |
| PPP009                                                                                      | н/а                                                                                         | Парк природе Преслица                                                                        | V                                                                                           | Добој                                                                                       | 44.680778, 18.127489                                                                        |
| PPP011                                                                                      | н/а                                                                                         | Парк природе Бања Лакташи комкплекс                                                          | V                                                                                           | Лакташи                                                                                     | 44.903980, 17.300241                                                                        |
| PPP012                                                                                      | н/а                                                                                         | Парк природе Језеро Рјечица                                                                  | V                                                                                           | Рудо                                                                                        | 43.623692, 19.185235                                                                        |
| PPP013                                                                                      | н/а                                                                                         | Парк природе Шибови — Лисина — Балкана                                                       | V                                                                                           | Мркоњић Град                                                                                |                                                                                             |
| PPP014                                                                                      | н/а                                                                                         | Парк природе Бања Кулаши са околином                                                         | V                                                                                           | Прњавор                                                                                     | 44.754151, 17.742273                                                                        |
| PPP015                                                                                      | н/а                                                                                         | Парк природе Бања Губер са околином                                                          | V                                                                                           | Сребереница                                                                                 | 44.103894, 19.299434                                                                        |
| PPP016                                                                                      | н/а                                                                                         | Парк природе Сњеготина — Липље                                                               | V                                                                                           | Теслић                                                                                      | 44.637885, 17.538772                                                                        |
| PPP017                                                                                      | н/а                                                                                         | Парк природе Бања Врућица са околином                                                        | V                                                                                           | Теслић                                                                                      | 44.588688, 17.882627                                                                        |
| PPP018                                                                                      | н/а                                                                                         | Парк природе Требињска шума                                                                  | V                                                                                           | Требиње                                                                                     | 42.729360, 18.228593                                                                        |
| PPP019                                                                                      | н/а                                                                                         | Парк природе Забран — Ћехотина                                                               | V                                                                                           | Фоча                                                                                        | 43.474264, 18.912580                                                                        |
| PPP020                                                                                      | н/а                                                                                         | Парк природе Чајниче                                                                         | V                                                                                           | Чајниче                                                                                     | 43.560824, 19.070063                                                                        |
| PPP021                                                                                      | н/а                                                                                         | Парк природе Рупска ријека                                                                   | V                                                                                           | Челинац                                                                                     | 44.672935, 17.457386                                                                        |
| PPP022                                                                                      | н/а                                                                                         | Парк природе Трескавица и кањон Бистрице                                                     | V                                                                                           | Калиновик, Трново, Фоча                                                                     | 43.603783, 18.417436                                                                        |
| PPP023                                                                                      | н/а                                                                                         | Парк природе Осмача — Тисовац — Чемерница                                                    | V                                                                                           | БЛ, Кнежево, Котор Варош, Мркоњић Град                                                      |                                                                                             |
| PPP024                                                                                      | н/а                                                                                         | Парк природе Ријека Гомјеница                                                                | V                                                                                           | Бања Лука, Приједор                                                                         | 44.906087, 16.823502                                                                        |
| PPP025                                                                                      | н/а                                                                                         | Парк природе Парк природе — Старчевица                                                       | V                                                                                           | Бања Лука, Челинац                                                                          | 44.745616, 17.226659                                                                        |
| PPP026                                                                                      | н/а                                                                                         | Парк природе Мајевица                                                                        | V                                                                                           | Бијељина, Лопаре, Угљевик, Зворник                                                          | 44.516680, 18.883332                                                                        |
| PPP027                                                                                      | н/а                                                                                         | Парк природе Сава — Дрина                                                                    | V                                                                                           | Бијељина, Брчко дистрикт                                                                    |                                                                                             |
| PPP028                                                                                      | н/а                                                                                         | Парк природе Бјеласница                                                                      | V                                                                                           | Билећа, Гацко, Невесиње                                                                     |                                                                                             |
| PPP29                                                                                       | н/а                                                                                         | Парк природе Дрињача                                                                         | V                                                                                           | Братунац, Милићи, Шековићи, Зворник                                                         | 44.282270, 19.154388                                                                        |
| PPP030                                                                                      | н/а                                                                                         | Парк природе Вучијак                                                                         | V                                                                                           | Брод, Модрича, Вукосавље                                                                    | 45.033492, 16.846732                                                                        |
| PPP031                                                                                      | н/а                                                                                         | Парк природе Виогор — Лим                                                                    | V                                                                                           | Чајниче, Н.Горажде, Рогатица, Рудо, Вишеград                                                | 44.100188, 19.259613                                                                        |
| PPP032                                                                                      | н/а                                                                                         | Парк природе Дуге Њиве Требава                                                               | V                                                                                           | Добој, Модрича                                                                              | 44.858078, 18.223162                                                                        |
| PPP033                                                                                      | н/а                                                                                         | Парк природе Лелија                                                                          | V                                                                                           | Фоча, Калиновик                                                                             | 43.432349, 18.485278                                                                        |
| PPP034                                                                                      | н/а                                                                                         | Парк природе Клековача Срнетица (Клековача — Лом)                                            | V                                                                                           | Петровац, Дрвар                                                                             | 44.445540, 16.602230                                                                        |
| PPP035                                                                                      | н/а                                                                                         | Парк природе Озрен — Буковик — Вучија Лука                                                   | V                                                                                           | Источни Стари Град, Пале, Соколац                                                           | 43.978296, 18.518585                                                                        |
| PPP036                                                                                      | н/а                                                                                         | Парк природе Ријека Уна                                                                      | V                                                                                           | Костајница, К.Дубица, Нови Град                                                             | 44.555546, 16.108939                                                                        |
| PPP037                                                                                      | н/а                                                                                         | Парк природе Борја                                                                           | V                                                                                           | Теслић, Котор Варош                                                                         | 44.537383, 17.699828                                                                        |
| PPP038                                                                                      | н/а                                                                                         | Парк природе Сана горњи ток                                                                  | V                                                                                           | Мркоњић Град, Рибник                                                                        | 44.312328, 16.870521                                                                        |
| PPP039                                                                                      | н/а                                                                                         | Парк природе Вележ                                                                           | V                                                                                           | Невесиње, Источни Мостар                                                                    | 43.335647, 18.017834                                                                        |
| PPP040                                                                                      | н/а                                                                                         | Парк природе Сана Доњи ток                                                                   | V                                                                                           | Приједор, Нови Град, Оштра Лука                                                             |                                                                                             |
| PPP041                                                                                      | н/а                                                                                         | Парк природе Романија                                                                        | V                                                                                           | Пале, Соколац                                                                               | 43.879846, 18.669722                                                                        |
| PPP042                                                                                      | н/а                                                                                         | Парк природе Јаворина                                                                        | V                                                                                           | Пале, Трново                                                                                | 43.748135, 18.507039                                                                        |
| PPP043                                                                                      | н/а                                                                                         | Парк природе Крупа на Врбасу                                                                 | V                                                                                           | Бања Лука                                                                                   | 44.616874, 17.143843                                                                        |
| Парк шуме                                                                                   |                                                                                             |                                                                                              |                                                                                             |                                                                                             |                                                                                             |
| PPŠ001                                                                                      | н/а                                                                                         | Парк шума Ада на Врбасу                                                                      | VI                                                                                          | Бања Лука                                                                                   | 44.772095, 17.218057                                                                        |
| PPŠ002                                                                                      | н/а                                                                                         | Парк шума Траписти                                                                           | VI                                                                                          | Бања Лука                                                                                   | 44.815281, 17.223043                                                                        |
| PPŠ003                                                                                      | н/а                                                                                         | Парк шума Шибови са Сутурлијом                                                               | VI                                                                                          | Бања Лука                                                                                   |                                                                                             |
| PPŠ004                                                                                      | н/а                                                                                         | Парк шума Збориште                                                                           | VI                                                                                          | Брод                                                                                        | 45.064863, 18.004593                                                                        |
| PPŠ005                                                                                      | н/а                                                                                         | Парк шума Подград                                                                            | VI                                                                                          | Братунац                                                                                    |                                                                                             |
| PPŠ006                                                                                      | н/а                                                                                         | Парк шума Бабино брдо                                                                        | VI                                                                                          | Дервента                                                                                    | 44.999788, 17.906987                                                                        |
| PPŠ007                                                                                      | н/а                                                                                         | Парк шума Виселац                                                                            | VI                                                                                          | Власеница                                                                                   | 44.184270, 18.923692                                                                        |
| PPŠ008                                                                                      | н/а                                                                                         | Парк шума Омар                                                                               | VI                                                                                          | Кнежево                                                                                     | 44.494135 17.230596                                                                         |
| PPŠ009                                                                                      | н/а                                                                                         | Парк шума Рујика                                                                             | VI                                                                                          | Котор Варош                                                                                 |                                                                                             |
| PPŠ010                                                                                      | н/а                                                                                         | Парк шума Равни Кук                                                                          | VI                                                                                          | Купрес                                                                                      | 43.631237, 18.010747                                                                        |
| PPŠ011                                                                                      | н/а                                                                                         | Парк шума Зеленковац                                                                         | VI                                                                                          | Мркоњић Град                                                                                | 44.396785, 16.984177                                                                        |
| PPŠ012                                                                                      | н/а                                                                                         | Парк шума Виојла                                                                             | VI                                                                                          | Петровац                                                                                    | 44.4777714, 16.4029834                                                                      |
| PPŠ013                                                                                      | н/а                                                                                         | Парк шума Борик                                                                              | VI                                                                                          | Прњавор                                                                                     |                                                                                             |
| PPŠ014                                                                                      | н/а                                                                                         | Парк шума Шуме букве на сави На Мотајици                                                     | VI                                                                                          | Србац                                                                                       | 45.082137, 17.668164                                                                        |
| PPŠ015                                                                                      | н/а                                                                                         | Парк шума Вилине букве                                                                       | VI                                                                                          | Чајниче                                                                                     | 43.573205, 19.044382                                                                        |
| PPŠ016                                                                                      | н/а                                                                                         | Парк шума Шикаре — Опсјечко                                                                  | VI                                                                                          | Челинац                                                                                     |                                                                                             |
| PPŠ017                                                                                      | н/а                                                                                         | Парк шума Дубраве                                                                            | VI                                                                                          | Челинац                                                                                     | 45.095548, 17.289348                                                                        |
| PPŠ018                                                                                      | н/а                                                                                         | Парк шума Мотајица                                                                           | VI                                                                                          | Дервента, Прњавор, Србац                                                                    | 45.084001, 17.668333                                                                        |